# Evelyn Mawuli
Evelyn Mawuli (馬瓜エブリン?, Mawuli Evelyn; Toyohashi, 2 giugno 1995) è una cestista giapponese con cittadinanza ghanese.
Ha una sorella Stephanie, anch'ella cestista.

## Carriera
Con il Giappone ha disputato i Campionati mondiali del 2018.